# جولیا شاو
جولیا شاو (انگلیسی: Julia Shaw؛ زادهٔ ۱۹۸۷ (۳۷–۳۸ سال)) دانشمند در زمینه روان‌شناس اهل آلمان است.